# Altschauerberg
Altschauerberg ist ein Gemeindeteil des Marktes Emskirchen im Landkreis Neustadt an der Aisch-Bad Windsheim (Mittelfranken, Bayern). Altschauerberg liegt in der Gemarkung Schauerberg.

## Geographie
Das Dorf liegt an einem namenlosen rechten Zufluss der Mittleren Aurach. Der Ort ist im Norden und Osten vom Waldgebiet Hoch und im Süden vom Kalbsholz umgeben. 0,75 km südwestlich liegt die Egertenhöhe (405 m ü. NHN). Eine Gemeindeverbindungsstraße führt nach Neuschauerberg zur Staatsstraße 2244 (0,3 km nordwestlich) bzw. zu einer Gemeindeverbindungsstraße (1,1 km südöstlich), die nach Emskirchen (1,8 km nördlich) bzw. nach Dürrnbuch zur Kreisstraße NEA 19 verläuft (1,3 km südlich).

## Geschichte
Der Ort wurde 1361/64 im burggräflichen Salbuch als „Schaurberg under der Puerg“ erstmals urkundlich erwähnt. Zu dieser Zeit war es ein Amt der Burggrafschaft Nürnberg, dem u. a. die Orte Bräuersdorf, Dürrnbuch, Ebersbach, Eckenberg, Gunzendorf, Hohholz und Pirkach unterstanden. Alt-Schauerberg galt einst als Raubritternest und war früher auch im Besitz des Eppelein von Gailingen. 1421 erhielt Michael von Rennhofen das Burggut zu „Schawerberg“ von Markgraf Friedrich I. zu Lehen. Wie das Amt Rennhofen wurde das Amt Schauerberg 1464 dem Amt Emskirchen, das zu dieser Zeit über einen über Blut, Handel und Hals richtenden Fraischrichter verfügte, zugewiesen. Der Name Alt-Schauerberg ist erst seit 1801 zur Unterscheidung von der erst im 18. Jahrhundert angelegten Siedlung Neuschauerberg bezeugt.
Gegen Ende des 18. Jahrhunderts gab es in Altschauerberg acht Anwesen (eine Mühle, sechs Güter und ein Tropfgütlein). Das Hochgericht übte das brandenburg-bayreuthische Fraischvogteiamt Emskirchen-Hagenbüchach aus. Die Dorf- und Gemeindeherrschaft und die Grundherrschaft über alle Anwesen hatte das Kasten- und Jurisdiktionsamt Emskirchen.
Von 1797 bis 1810 unterstand der Ort dem Justizamt Markt Erlbach und dem Kammeramt Emskirchen. Im Jahr 1810 kam Altschauerberg zum neuen Königreich Bayern. Im Rahmen des Gemeindeedikts wurde es dem 1811 gebildeten Steuerdistrikt Emskirchen zugeordnet. Es gehörte auch der 1813 gebildeten Munizipalgemeinde Emskirchen an. Mit dem Zweiten Gemeindeedikt (1818) entstand die Ruralgemeinde Schauerberg, zu der der Ort gehörte. Am 1. Januar 1970 wurde die Gemeinde Schauerberg nach Emskirchen eingemeindet.
Deutschlandweite Bekanntheit erhielt der Gemeindeteil wegen des ehemals dort lebenden YouTubers Rainer Winkler namens „Drachenlord“, nach dessen Veröffentlichungen von 2014 bis Februar 2022 immer wieder größere Personengruppen an seinen Wohnort zogen. Dadurch kam es zu Auseinandersetzungen mit ihm und zu Belästigungen seiner Nachbarn, insbesondere zu Ruhestörungen. Nachdem er sein Grundstück mit dem dazugehörigen Haus an die Kommune verkauft hatte und Ende Februar 2022 ausgezogen war, ließ diese das Wohnhaus Mitte März 2022 abreißen. Noch im August 2025 versammelten sich mehrere Tausend Gegner des Youtubers in Altschauerberg.

## Einwohnerentwicklung
| Jahr      | 1836   | 1840   | 1871   | 1885   | 1900   | 1925   | 1950   | 1961   | 1970   | 1987  |
| Einwohner | 57     | 60     | 44     | 46     | 31     | 33     | 43     | 40     | 44     | 42    |
| Häuser    | 9      | 10     |        | 11     | 9      | 7      | 7      | 8      |        | 11    |
| Quelle    | [ 17 ] | [ 18 ] | [ 19 ] | [ 20 ] | [ 21 ] | [ 22 ] | [ 23 ] | [ 24 ] | [ 25 ] | [ 1 ] |

## Religion
Altschauerberg ist seit der Reformation evangelisch-lutherisch geprägt und bis heute nach St. Kilian (Emskirchen) gepfarrt.

## Sehenswürdigkeiten
Beliebtes Wanderziel ist die in einem Buchenwald oberhalb von Altschauerberg gelegene Burgruine Schauerberg aus dem 14. Jahrhundert. Für die Überreste der 1388 im Städtekrieg zerstörten Burg ist im Volksmund die Bezeichnung „Eppala“ geläufig.